# Жан Ануй
Жан Ануй (фр. Jean Anouilh; 23 червня 1910 — 3 жовтня 1987) — французький драматург, чия кар'єра тривала п'ять десятиліть.

## Загальні відомості
Його твори різнилися від високої драми до абсурдистського фарсу, але найбільш відома п'єса 1944 року «Антігона», адаптація класичної драми Софокла, яку сприйняли за напад на Режим Віші Філіппа Петена. Один із найплідніших французьких письменників після Другої світової війни. Більшість робіт Ануя розглядають тему відстоювання своєї позиції у світі моральних компромісів.

## П'єси
Його п'єси, створені під впливом неокласицизму, поділяються на «чорні» («Антігона» 1942), «рожеві», історичні («Жайвір» 1950 і «Беккет» 1959). Останні п'єси пронизані духом екзистенціалізму «Арешт» 1975, «Сценарій» 1976.
- «Антігона», 1942 (український переклад Жені Васильківської);
- «Жайвір», 1950
- «Коломба», 1951
- «Беккет», 1959
- «Арешт», 1975,
- «Сценарій», 1976.

та багато інших.

## Переклади українською
- Антігона. Переклад з французької і вступна стаття Жені Васильківської – Україна і Світ. №№ 10-11. Ганновер, 1953. С. 26-59.
- Медея. Переклад Миколи Понеділка. – Журнал: Київ (Філадельфія, США), 1958, № 1(45). С. 1-7; № 2(46). С. 42-48; № 3(47). С. 12-15.
- Антігона. Переклад К.Квітницької-Рижової. К.: Основи, 1993.